# محطة تيجو (ظروف العمل)
ديناميكة العمل في محطة تيجو وأيضا تطور الطاقة الكهربائية في المدينة كان ممكنا فقط بفضل العمل الجاد والمتقدم من الأشخاص الذين عملوا وطوعوا سير الآلة، ليلا ونهارا، من اجل الحفاظ علي ديمومة الإنتاج في المحطة.
وبما ان استهلاك الطاقة الكهربائية في المدينة لا يتوقف ابدا فان الغلايات لا يجب ان تتوقف أيضا. ولذلك كان من الضروري خلق نظام عمل بالمحطة أربعة وعشرين ساعة في اليوم، مقسما الي ثلاث دوريات. مجموعة تبدأ من الساعة 00:00 حتى الساعة 08:00 وأخرة من 08:00 حتى 16:00 واخيرا مجموعة من الساعة 16:00 حتى الساعة 24.00.
وبعد تطوير قوة ومقدرة المحطة كان من الضروري التعاقد مع عمال أكثر وخصوصا في أوقات الحرب. في عام 1940 كان هناك حوال 550 عامل بداية من العمال الأكثر تخصصا وتقنية إلى العمال اصحاب الوظائف الاقل تعقيدا والتي تحتاج إلى قوة بدنية وهم كانوا العدد الأكبر.

## تقسيم العمل
محطة تيجو تمثل نموذجا صناعيا معقدا، وأعداد الايدي العاملة الكبيرة كانت تحتاج الي هيكل عمل هرمي مقسمة على حسب الغرف، وكذا حسب طبيعة العمل لتجمع بين الأعمال الأكثر قسوة والاقل قسوة. فمثلا من يعمل في الغلايات كان يتحمل أكثر ممن يعمل كمراقب لغرفة التحكم.
كانت هناك حوالي 45 وظيفة وتخصص في المحطة. بداية من أعمال في المصنع مثل نقل الفحم وتفريغه مرورا بالعمل والمساعدة في الغلاية حتى العمل بالاقفال في الورش والمحطات الفرعية والكهرباء.
اقسام العمل في المحطة
- ساحة الفحم : في هذه الساحة يوجد عمال لتفريغ وتوزيع الفحم وهم المسؤولين عن تفريغه من المراكب إلى الساحة وكلهم عمال تم التعاقد معهم ليقوموا بهذا العمل رجالا ونساء من قرية ألكوشيتشي وهي قرية تقع في الجانب الآخر من نهر تيجو، اتوا للعمل في تفريغ الفحم، ونقله واستلامه حسب البلد الذي أتى منه الفحم.

في الساحة، عمال المحطة والذين كانوا يطلق عليهم اسم عمال الساحة، كانوا يوزعون الفحم وينقلونه الي مكانه في الغلايات.
في يوم العمل العادي يتواجد حوالي 16 عامل في كل دورية بما فيهم من مشرفين ورجال صيانة الالات ومراقبة مصاعد النواعير والموازين.
- غرفة الغلايات : وهي الغرفة التي كانت تحتاج إلى أكبر عدد من العمال في مباني المحطة: تسعون عاملا بين الساعة 08:00 حتى الساعة 17:00 وثلاثون عاملا في باقي الدوريات. وكان لكل وظيفة دور هام في سير عمل الغلايات بشكل جيد.

مهندس مسؤول يراقب الغلايات مع عاملين يساعدانه. اما التحكم في الغلايات فيوجد الفحام وهو مسؤول عن التحكم ومراقبة إنتاج البخار بمساعدة عامل أو نائب له. وفيما يتعلق بحريق الفحم فالفحام كان يتحكم في كيفية الحريق ووصوله الي الاجزاء الخلفية للغلاية. دافعا بالفحم الغير محترق مرة اخري حتى يتم حرقه لتغذية الفرن بالوقود.
- المنافض:

في أسفل غرفة الغلايات يوجد عمال مسؤولين عن التخلص من رماد الفحم. وظيفتهم هي سحب الرماد من الانابيب ونقلها خارج المحطة.
- غرفة الآلات والمساعدين:

حيث هنا كان يوجد العاملين الأكثر كفائة في المحطة وهذا ليس تفرقة أو عنصرية بين عمال الغلايات وبين موظفين التحكم في مجموعات التوربينية، مولدات الطاقة الكهربائية والآلات. فهذا العمل كان مهما وشاقا أيضا. هنا كانوا حوالي 15 عاملا خلال النهارمنهم المهندسين التقنين والميكانيكيين والأشخاص المسؤولين عن تنظيف المياه وعمال النظافة والصيانة.
- التبديل : هنا حيث كان يعمل عمال الكهرباء في الأدوات الكهربائية مثل المحولات والقواطع وغيرها.
- ويجب الإشارة أيضا إلى بعض الانشطة التكميلية في الإنتاج مثل المختبر والورش وغرف الرسم والمستودعات. في ورشة الكهرباء كانت تتم الصيانة لكل البنية التحتية الكهربائية للمحطة. في ورش النجارة والافران كان العمال يقومون بعمل قوالب واثات وغيرها على سبيل المثال قطع للعمل في المحطة. في هذا المكان كان يبدأ يوم العمل على الساعة 08.00 وينتهي في الساعة 17:00 بحوالي خمسين عامل.
- وكان هناك أيضا عمال أمن (أربعة اشخاص في كل دورية) وأيضا العمال المسؤولين عن الامور الادارية.

## ظروف العمل
ظروف العمل في محطة تيجو (مثلها مثل أي محطة للطاقة الحرارية في تلك الوقت) لم تكن بالفعل سهلة. العمل كان شاق جدا والذي كان ينتج عنه سوء في جودة حياة العمال.
أصعب الأعمال في المحطة كانت تفريغ الفحم والعمل في الغلايات وجمع الرماد وتنظيف انابيب التبريد والافران.
وفي اسفل الغلايات كان يوجد الفحامين محملين بمسؤولية المراقبة والتحكم في مستوى الفحم في الارضية وحريقها وفتح الصوامع وتوزيع الفحم بشكل متساوي وتحريكه بسرعة أو ببطئ في ارضية الفرن. في الجزء الخلفي من الغلايات كان عمل النقالون والذين كانوا يقومون بدفع الفحم غير المحترق مرة أخرى إلى وسط ارضية الفرن. كان عمل قاسي وشاق في المحطة لما فيه من تحمل لدرجة حرارة مرتفعة جدا واستنشاق الغبار الناتج من حرق الفخم مثل الدخان والرماد.
ولكن العمل الأصعب كان في الطابق الأسفل من الغلايات في طابق عمال الرماد وهذا العمل هو الاشق والأصعب في المحطة، حيث كانت درجات الحرارة في هذا الطابق اعلى من أي مكان اخر ومليئة بالغازات المضرة والرماد الساخن. وكان عليهم ان يجمعوا هذا الرماد، أحيان يدويا، ونقله إلى ساحة الفحم في شاحنات صغيرة وتفريغه. وهذه العملية في نقل الرماد من داخل إلى خارج المحطة كانت تزيد من سوء ظروف العمل للاشخاص بسبب اختلاف درجات الحرارة.
عمال هذه الوظائف الثلاثة يستحقوا اهتمام خاص لان عملهم يعتمد على مجهود كبير واحيانا يتعرض العمال إلى اخطار يفقدون بها حياتهم وهم يقومون بانتاج الطاقة على الرغم من انهم لا يستطيعون الاستمتاع بها. وبفضل هؤلاء العمال وغيرهم كان من الممكن توصيل الكهرباء إلى مصانع لشبونة والبرجوازيين في الاحياء الراقية من المدينة.
الجوانب الاجتماعية:
الشركات المتحدة للغاز والكهرباء (CRGE) وضعت سياسة اجتماعية للعاملين. حينما كانت هذه الشركة واحدة من أكبر الشركات في البرتغال ومسؤولة عن الاف من العمال في الدولة باكملها؟؟ من بين أهم الأعمال التي نفذت في لشبونة:
- بناء الحي الاجتماعي كاماراو للمساعدات. في نهاية عقد1940 .
- إنشاء مدارس لاطفال العمال وللعمال انفسهم مع دروس في التقنيات ومحو الامية للكبار.
- إنشاء مركز صحي لأسر العاملين.

## روابط خارجية
- Wikienergia. Condições de trabalho à Central Tejo
- Wikienergia. Oficinas da Central Tejo